# 패스 (소셜 네트워크)

패스(Path)는 2010년 11월 14일에 시작된 모바일 장치용 소셜 네트워킹 지원 사진 공유 및 메시징 서비스이다. 이 서비스를 통해 사용자는 최대 총 50개의 연락처를 가까운 친구 및 가족과 공유할 수 있다. 캘리포니아주 샌프란시스코에 본사를 둔 이 회사는 숀 패닝과 전 페이스북의 임원 데이브 모린이 설립했다.
2011년 모린은 구글의 1억 달러 제안을 거절했다. 2015년 5월 28일, 패스는 카카오에 비공개 금액으로 인수되었다고 발표했다.
2018년 9월 17일 패스는 서비스 종료를 발표했다. 2018년 10월 18일부터 기존 사용자는 더 이상 경로 서비스에 접속할 수 없다.

## 서비스
사용자는 사진을 게시하고 사람, 장소 및 사물에 대한 태그를 추가하여 패스에서 스트림을 업데이트한다.
패스는 처음에 각 사용자의 소셜 네트워크를 50명의 친구로 제한하여 개인의 내부 소셜 연락처에 개인 정보를 비공개로 유지함으로써 개인 정보 공유를 장려했다. 나중에 패스는 친구 제한을 150으로 늘린 다음 완전히 제거했다. 이 사이트는 대상 웹사이트가 아니라 페이스북 및 기타 소셜 네트워크 플랫폼의 동반자로 의도되었다.